# Pharaphodius fiechteri
Pharaphodius fiechteri är en skalbaggsart som beskrevs av Vladimir Balthasar 1941. Pharaphodius fiechteri ingår i släktet Pharaphodius och familjen Aphodiidae. Inga underarter finns listade i Catalogue of Life.